# Calle de Postas (Vitoria)
La calle de Postas es una vía pública de la ciudad española de Vitoria.

## Descripción
La vía, que ha tenido diferentes trazados desde que se le concedió el actual título a comienzos del siglo XIX, discurre desde la plaza de la Virgen Blanca hasta confluir con la calle de Pío XII cerca de la de los Herrán. Se le unió la hasta entonces conocida como calle de los Aliados en 1929 y ganó un último tramo hasta la de los Herrán en 1974. Tiene cruces con la plaza del General Loma, la de España, la de Santa Bárbara y la del Lehendakari Leizaola y las calles de Eduardo Dato, del Lehendakari Aguirre, del Estatuto de Guernica, de la Independencia, de los Fueros y de la Paz. 
Aparece descrita en la Guía de Vitoria (1901) de José Colá y Goiti con las siguientes palabras:

Calle de Postas.—Nombre primitivo dado en los primeros años del siglo XIX. En 1887 se le agregó la parte comprendida en la calle de la Estación y la plazuela de la Independencia, perteneciente á la de Bilbao. Comienza en la plaza del General Loma y termina en la de la Independencia.
(Colá y Goiti, 1901, pp. 50-51)

A lo largo de los años, han estado en la vía la librería de Sotero Manteli y la de Ignacio Egaña, el Círculo Vitoriano, la Unión Comercial, Fabril e Industrial, la Patronal Alavesa, la delegación provincial del Instituto Nacional de Previsión, el Banco de Vitoria, el Real Ateneo Científico, Literario y Artístico, el Círculo Carlista, las sociedades La Amistad, Las Provincias y La Recreativa, la Caja Provincial de Ahorros, el Casino de Funcionarios, las Organizaciones Juveniles, la Casa de Correos, el Regimiento de Cazadores «Alfonso XIII», la Jefatura de Obras Públicas, el Servicio Provincial de Ganadería, el periódico El Correo Español-El Pueblo Vasco, la Federación Católica Agraria y la Cámara Oficial del Sindicato Agrícola Alavés, entre otras instituciones y diversos comercios. Nació en la calle el militar Ángel Izarduy, que da nombre a otra vía de la ciudad.